# Mitzi Kapture
 (février 2015).
Si vous disposez d'ouvrages ou d'articles de référence ou si vous connaissez des sites web de qualité traitant du thème abordé ici, merci de compléter l'article en donnant les références utiles à sa vérifiabilité et en les liant à la section « Notes et références ».
Mitzi Kapture, née le 2 mai 1962 à Yorba Linda, Californie (États-Unis) est une actrice américaine.

## Biographie

### Carrière
Mitzi Kapture est notamment connue pour avoir interprété le rôle du sergent Rita Lee Lance dans la série Les Dessous de Palm Beach, Alex Ryker dans Alerte à Malibu, et Anita Hodges dans Les Feux de l'amour. 

### Nom
Ses prénoms sont un hommage à l'actrice Mitzi Gaynor. Elle est aussi créditée et populaire sous le nom de « Mitzi Kapture ». 

### Vie personnelle
Mitzi est mariée à Bradley Kapture, elle a une fille, Madison, née en janvier 1996. 

## Filmographie
- 1987 : Private Road: No Trespassing de Raphael Nussbaum (Vidéo) : Helen Milshaw
- 1987 : House II de Ethan Wiley : Cowgirl
- 1988 : Lethal Pursuit de Donald M. Jones : Debra J.
- 1988 : Angel III: The Final Chapter de Tom DeSimone (en) : Molly Stewart «Angel»
- 1989 : Liberty & Bash de Myrl A. Schreibman : Sarah
- 1988 : MacGyver (série télévisée) : Katie (Saison 3 - Épisode 18)
- 1989 : 1st & Ten (série télévisée) : … (Saison 6 - Épisode 5)
- 1991 : 1st & Ten (série télévisée) : … (Saison 7 - Épisode 15)
- 1990 : MacGyver (série télévisée) : Laura Bartlett (Saison 6 - Épisode 13)
- 1991 : Perry Mason (série télévisée) : Janice Kirk (3e Série - Épisode 18)
- 1991 - 1995 : Les Dessous de Palm Beach  (série télévisée) : Sergent Rita Lee Lance
- 1992 : Psychose meurtrière (The Vagrant) : Edie Roberts
- 1997 : Perfect Crime (TV) : Joanne Jensen
- 1998 : His Bodyguard (TV) : Jenny Farrell
- 1999 : The Storytellers : Marcie Russell
- 1999 : Pumpkin Hill : Lisa
- 1998 : Alerte à Malibu (série télévisée) : Alex Ryker (Saison 9)
- 2002-2005 : Les Feux de l'amour (série télévisée) : Anita Hodges
- 2003 : Spy Girls (série télévisée) : Charlotte Hill (Saison 2 - Épisode 3)
- 2006 : Reconquérir une femme de William Tannen (TV) : Jill Dunne
- 2007 : God's Ears de Michael Worth : Dr. Kerry Jeffus
- 2010 : Leçons sur le mariage (Rules of Engagement) de Ted Wass (série télévisée) : Gina (Saison 5 - Épisode 11)